# Cottone (famiglia)
I Cottone sono stati una casata nobiliare sicilia.

## Storia
Poco è noto circa le origini della famiglia, la cui residenza principale fu per molti secoli Messina. Acquisito il feudo di Bauso nel 1590, l'anno seguente esso fu elevato a contea. 
La baronia fu acquistata da Andrea Cottone † 1561, figlio di Stefano Cottone Seniore, barone di Linguaglossa,
- Stefano Cottone Juniore, figlio di Andrea Cottone, se ne investì nel 1590,[1] vi fece ricostruire il castello, nel 1591 l'imperatore Filippo II elevò il feudo di Bauso a contea, sposò Paola d'Aragona e Branciforti.[1]
  - Andrea Cottone ed Aragona, morto senza prole,[1]
  - Giuseppe Cottone ed Aragona , fratello di Andrea Cottone ed Aragona, sposo di Felice Cutelli e Statella,[1]
    - Girolamo Cottone e Curtelli,[1] membro della Deputazione del Regno di Sicilia, nel 1623 fu investito del titolo di principe di Castelnuovo, altro nome del contado di Bauso, concessione di re Filippo IV di Spagna.[2] Sposo di Flavia Cibo.
      - Giovanni Emanuele Cottone e Cibo, figlio di Girolamo Cottone e Curtelli, fu investito del titolo di principe nel 1639, sposò in prime nozze Caterina Branciforte, matrimonio senza prole.[2]
      - Giovanni Emanuele Cottone e Cibo sposò in seconde nozze Girolama Valguarnera, matrimonio senza prole.[2]
      - Felice Cottone e Cibo successe al fratello Giovanni Emanuele Cottone e Cibo ma, come novizia del monastero di Santa Caterina di Palermo, rinuncia alla successione in favore del cugino Scipione Cottone e La Rocca.[2]
      - Scipione Cottone e La Rocca figlio di Carlo Cottone e Curtelli, cavaliere gerosolimitano e fratello minore di Girolamo Cottone e Curtelli, fu investito del titolo nel 1670. Sposò Agata Amato e Agliata.[3]
        - Carlo Filippo Cottone e Amato, figlio di Scipione Cottone e La Rocca, fu investito del titolo 1699. Sposo di Anna Maria Morso e Fardella.[3]
          - Gaetano Cottone e Morso, sposo di Anna Maria Barzellini e Grugno, prime nozze.[3]
          - Gaetano Cottone e Morso, sposo di Lucrezia Cedronio e Gisulfo, seconde nozze.[3]

...
- Carlo Cottone Cedronio, 1819.

Al titolo di Principi di Castelnuovo i Cottone aggiunsero nel 1663 quello di Principi di Villaermosa. Altri titoli minori detenuti dalla famiglia furono quelli di Marchesi di Altamira ed Analista, Conti di Bavuso e Naso e varie baronie.
Stabilitisi a Palermo a metà seicento, i Cottone risiedettero in un palazzo sito nei pressi del Cassaro e di Piazza Bologni. A metà settecento Gaetano Cottone avviò i lavori di costruzione di Villa Castelnuovo, il grande parco di villeggiatura della famiglia nella Piana dei Colli. 
A succedere a Gaetano Cottone fu il membro più illustre della famiglia, il figlio Carlo Cottone, eminente uomo politico della Sicilia ottocentesca. Massimo promotore della Costituzione siciliana del 1812, Carlo Cottone dominò la scena politica della Sicilia d'inizio ottocento prima di ritirarsi a vita privata in polemica con la famiglia reale borbonica nel 1815. Gli ultimi anni della sua vita furono dedicati al progetto dell'Istituto Agrario di Palermo, poi portato a compimento dall'amico ed esecutore testamentario Ruggero Settimo.
A Carlo Cottone, Principe di Castelnuovo, è intitolata una delle piazze principali di Palermo, dove si erge il grande monumento a lui dedicato nel 1873.